# Москвитин, Александр Иванович
Александр Иванович Москвитин (12 [24] января 1898, Стрельниково, Тамбовская губерния — 16 января 1984, Москва) — советский учёный-геолог, доктор геолого-минералогических наук, Заслуженный деятель науки РСФСР (1970). Специалист по четвертичной геологии и геоморфологии.

## Биография
Родился 12 (24) января 1898 года в селе Стрельниково, Темниковский уезд, Тамбовской губернии, в семье мещан — Иван Михайлович (1872—1939) и Елизавета Алексеевна (1874—1927) Москвитины.
В 1916 году окончил Темниковскую мужскую гимназию и поступил на Физико-математический факультет Харьковского университета.
В мае 1917 года был мобилизован в армию. По окончании школы прапорщиков, служил в 216 пехотном запасном полку в городе Козлов. Демобилизован в марте 1918 года.
1 октября 1918 года был призван в красную армию. Во время гражданской войны служил на южном (весна 1919) и западном (лето 1920) фронтах. В конце августа 1920 года вместе с частью был интернирован в Германию, вернулся в Россию в июне 1921 года, демобилизован 22 августа 1922 года в чине прапорщик.
В 1922—1927 годах учился в Первом Московском государственном университете (I-МГУ) на почвенно-геологическом отделении (специальность геология), физико-математического факультета. Окончил его с отличием.
В 1928 году работал в экспедициях от кафедры гидрогеологии Средне-Азиатского государственного университета и Носовской сельско-хозяйственной опытной станции.
В 1928—1930 годах учился в аспирантуре Геологического научно-исследовательского института при I-МГУ.
В 1929 году начал преподавать в Московской горной академии.
В 1930 году работал ассистентом по курсу Четвертичных отложений в I-МГУ у Г. Ф. Мирчинка.
В 1931—1937 годах работал старшим геологом в Московском геологическом управлении.
С 1 сентября 1935 года начал работать в Геологическом институте АН СССР, по приглашению Г. Ф. Мирчинка, сверхштатным сотрудником, затем старшим научным сотрудником (1939) ИГН АН СССР.
В 1937 году ему была присвоена учёная степень кандидата геологических наук, без защиты диссертации, «по совокупности работ в области изучения четвертичных отложений»
В 1947 году была присуждена учёная степень доктора геолого-минералогических наук по теме «Вюрмская эпоха-неоплейстоцен в Европейской части СССР»
В 1949—1950 годах читал лекции по курсу «Четвертичная геология» в МГУ.
В 1961 году был на конгрессе INQUA в Польше.
В 1963 году в Чехословакии и в 1964 году в ГДР — принял участие в работе субкомиссии INQUA по статиграфии лёсса.
В 1965 году присвоено звание профессор.
В 1970 году вышел на пенсию, продолжил работать в ГИН АН СССР старшим научным сотрудником-консультантом в лаборатории геологии и истории четвертичного периода, до 1980 года.
Скончался в Москве 16 января 1984 года.

## Семья
Жена — Анна Николаевна (в дев. Давыдова)
- дочери: Татьяна (род. 1939), Наталия (род. 1944), Ольга (род. 1952).

## Награды и премии
- 1946 — Медаль «За доблестный труд в Великой Отечественной войне 1941—1945 гг.»
- 1948 — Медаль «В память 800-летия Москвы»
- 1951 — Премия имени А.Д. Архангельского, за работу «Вюрмская эпоха (неоплейстоцен) в Европейской части СССР»[7].
- 1953 — Медаль «За трудовую доблесть»
- 1959 — Вторая премия МОИП (по другим данным «Премия Карпинского») за книгу[8]
- 1964 — Почётный диплом МОИП за книгу[9]
- 1969 — Юбилейная медаль «50 лет Вооружённых Сил СССР»
- 1970 — Медаль «В ознаменование 100-летия со дня рождения Владимира Ильича Ленина»
- 1970 — Заслуженный деятель науки РСФСР, «за многолетнюю и плодотворную деятельность в области геологической науки»[10].
- 1975 — Орден «Знак Почёта»
- 1978 — Почётная грамота Президиума Академии наук СССР и ЦК профсоюза, за многолетнюю плодотворную научную, научно-организационную и общественную работу, а также в связи с 80-летием со дня рождения.